# Loodskotter Eems No. 1 (schip, 2004)
De loodskotter Eems No. 1 is een replica van een kotter van die naam uit Delfzijl, die in op 22 maart 1874 verging tijdens een zware storm ten noorden van Schiermonnikoog. Er waren daar 5 doden bij te betreuren.
De bouw werd als werkgelegenheidsproject uitgevoerd onder de leiding van de Stichting Mens & Werk. Op 22 april 1997 werd daartoe de Stichting Loodskotter Eems ingeschreven. Het schip werd gefinancierd met een Europese subsidie van het European Social Fund en verder dankzij bijdragen van de gemeente Delfzijl, Groningen Seaports, Koninklijke Wagenborg, Chemie Park Delfzijl en Rabobank Delfzijl e.o. en een aantal andere grote en kleinere sponsors.
Het schip werd in juli 2004 te water gelaten en maakte vanaf dat moment reizen tot aan de Scandinavische en de Engelse kust. Met als schippers Michel Sarolea, Jan van Oudheusden en Peter Lock.